# Deponie von Hulene

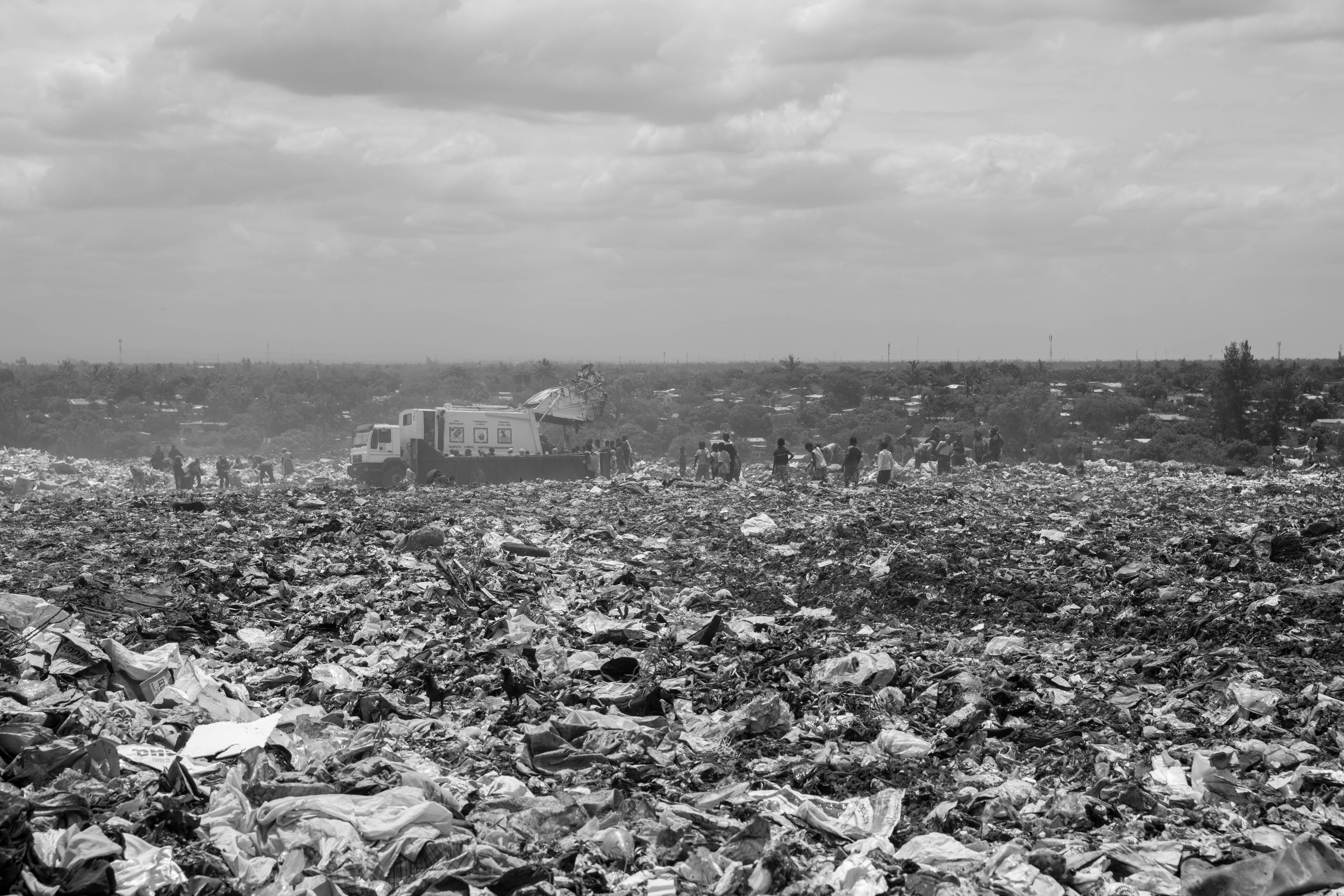
Blick auf die Mülldeponie

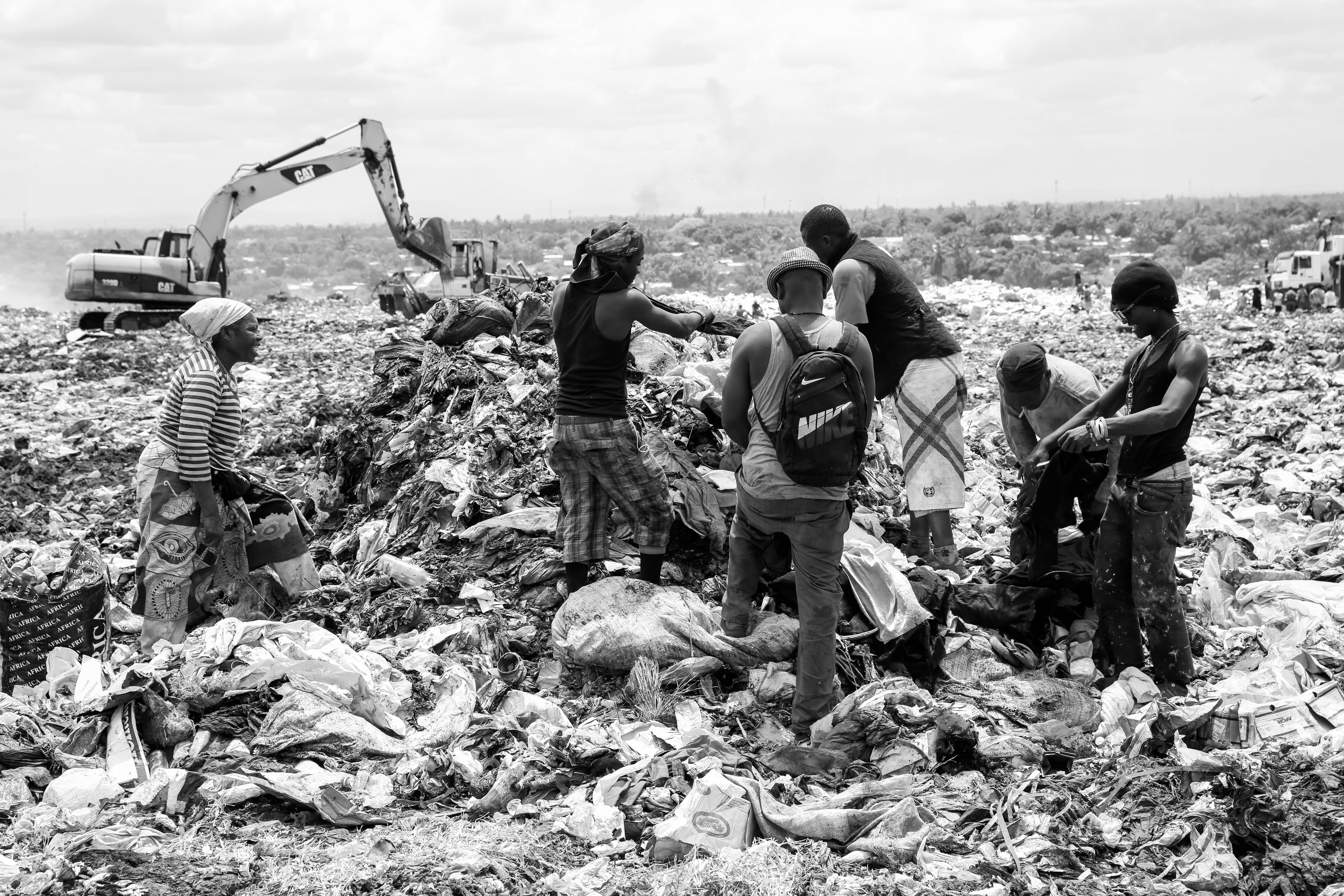
Auf der Deponie leben etwa 300 bis 700 Menschen, die den Müll sammeln, verwerten und verkaufen

Die Mülldeponie von Hulene, port. Lixeira de Hulene, ist die einzige innerstädtische Mülldeponie der mosambikanischen Hauptstadt Maputo. Die von der Stadt Maputo betriebene Deponie befindet sich im Ortsteil Hulene B im Stadtdistrikt KaMavota, direkt angrenzend an die Avenida Julius Nyerere.
Der Deponiestandort entstand bereits zu Kolonialzeiten, wobei er sich noch außerhalb der städtischen Bebauungsgrenze befand. Mit der rasanten (und ungeplanten) Urbanisierung Maputos seit 1975 ist die Deponie inzwischen komplett umbaut. Im Verlauf des starken Wachstums der Stadt nehmen die Abfälle auf der einzigen städtischen Deponie ebenfalls rasant zu. Seit mehreren Jahren verspricht die Stadtverwaltung Maputos, die Deponie zu schließen, erste Schließungspläne gab es für 2004. Im April 2015 hieß es, dass die Schließung frühestens 2018 möglich sei. Als Ersatz soll eine Deponie für Maputo und Matola bei Matlhemele entstehen. Ein 2013 verkündetes Projekt mit der südkoreanischen Export-Import Bank of Korea in Höhe von 48,62 Millionen Dollar kam bisher nicht zustande.
Die in der Deponie gelagerten Abfälle gelten teils als hochgiftig. NGOs klagen, dass die Bewohnerinnen und Bewohner um den Deponiestandort herum an zahlreichen Krankheiten aufgrund des Mülls leiden. Außerdem leben zwischen 200 und 700 Menschen auch auf der Deponie, um Reste zu sammeln, zu verwerten und zu verkaufen. Diese leiden u. a. an Malaria, Cholera und Atemwegsproblemen.
Nach starken Regenfällen im Februar 2018 kam es zu einem Erdrutsch der Müllberge auf der Deponie, und 17 Menschen wurden unter den Müllmassen begraben. Darauf kritisierten Medien die Stadtverwaltung von Maputo für die Versäumnisse um die Deponie.